# Ољастри (Месина)
Ољастри је насеље у Италији у округу Месина, региону Сицилија.
Према процени из 2011. у насељу је живело 26 становника. Насеље се налази на надморској висини од 318 м.